# Maria Dominika Mazzarello
Maria Dominika Mazzarello (ur. 9 maja 1837 w Mornese w Alessandrii, zm. 14 maja 1881 w Nizza Monferrato) – włoska salezjanka (CMW), współzałożycielka Córek Maryi Wspomożycielki Wiernych (salezjanek), święta Kościoła katolickiego.

## Życiorys
Maria Dominika wychowywana była do głębokiej pobożności i niestrudzonej pracowitości, a to ściśle złączone było ze zmysłem praktycznym i zdrowym rozsądkiem. Cechy te uzewnętrzniły się także później, gdy była Przełożoną.
Mając 15 lat zapisała się do Stowarzyszenia Córek Maryi Niepokalanej i rozpoczęła apostolat wśród dziewcząt.
W wieku 27 lat zapadła na tyfus. Ta poważna choroba miała mocny oddźwięk duchowy: doświadczenie słabości fizycznej z jednej strony czyni głębszym zanurzenie w Bogu, a z drugiej strony popycha do otwarcia pracowni krawieckiej w celu nauczania dziewcząt zawodu, modlitwy i miłości do Boga.
Dzięki intensywnemu uczestnictwu w sakramentach i pod mądrym i światłym przewodnictwem ks. Pestarino, czyni wielkie postępy w życiu duchowym. Podczas pierwszej wizyty ks. Jana Bosko w Mornese (1864) miała powiedzieć: „Ks. Bosko to święty, a ja to czuję”.
W 1872 r. ks. Bosko wybrał ją do zainicjowania Zgromadzenia Córek Maryi Wspomożycielki. Jako przełożona okazała się zdolną formatorką i mistrzynią życia duchowego; miała charyzmat radości pogodnej i zaraźliwej, promieniując radością i włączając kolejne dziewczęta w misję poświęcenia się wychowaniu kobiet.
Zgromadzenie rozwijało się szybko. W chwili śmierci zostawiła swoim Córkom tradycję wychowawczą całkowicie przenikniętą wartościami ewangelicznymi: poszukiwanie Boga poznawanego podczas katechezy i gorącą miłość, odpowiedzialność w pracy, szczerość i pokorę, surowość życia i radość z dawania siebie.
Beatyfikacja i kanonizacja
Beatyfikowana została 20 listopada 1938 przez Piusa XI, a kanonizowana w dniu 24 czerwca 1951 roku przez Piusa XII.
Relikwie
Jej doczesne szczątki spoczywają w bazylice Maryi Wspomożycielki w Turynie (wł. Santuario di Maria Ausiliatrice).
Dzień obchodów
Wspomnienie liturgiczne w Kościele katolickim obchodzone jest w dzienną pamiątkę śmierci (14 maja). Zgromadzenie salezjańskie wspomina świętą 13 maja.